# Vata Matanu Garcia
Vata Matanu Garcia (ur. 19 marca 1961 w Dambie) – angolski piłkarz występujący na pozycji napastnika.

## Kariera klubowa
Vata karierę rozpoczynał w 1980 roku w zespole Progresso. W 1983 roku wyjechał do Portugalii, gdzie kontynuował karierę w drużynie RD Águeda. W 1984 roku trafił do Varzim SC, a w 1988 roku do Benfiki. W tym samym roku wygrał z nią Superpuchar Portugalii, a w 1989 roku wywalczył mistrzostwo Portugalii. Z 16 bramkami na koncie został też królem strzelców Primeira Liga sezonu 1988/1989. W 1990 roku dotarł z Benfiką do finału Pucharu Mistrzów, w którym została ona jednak pokonana przez A.C. Milan. W 1991 roku Vata zdobył z zespołem drugie mistrzostwo Portugalii.
W 1991 roku odszedł do Estreli Amadora, gdzie spędził rok. Następnie, również przez rok występował w SCU Torreense, a w 1993 roku przeszedł do maltańskiej Floriany. W 1994 roku zwyciężył z nią w rozgrywkach Pucharu Malty. Następnie Vata grał w Indonezji, w zespołach Gelora Dewata, Persija Dżakarta oraz ponownie w Gelorze Dewata, gdzie w 2000 roku zakończył karierę.

## Kariera reprezentacyjna
W latach 1985–1993 Vata rozegrał w reprezentacji Angoli 65 spotkań i zdobył 20 bramek.

## Źródła
- Profil na footballzz (ang.)